# Pierre Terrasson
Pour les articles homonymes, voir Terrasson.
Pierre Terrasson est un photographe français, né le 14 février 1952, actif depuis les années 1980.

## Biographie
Pierre Terrasson fait ses études à l'École nationale supérieure des beaux-arts de Paris dans les années 1970, diplômé en arts plastiques, puis effectue un stage de restauration d'art à Berne en Suisse. Il est le fils du metteur en scène et directeur d’opéra René Terrasson.
Durant les années 1980, il photographie toute la scène rock nationale et internationale pour la presse rock et la grande presse et fait de nombreux reportages : de Lou Reed au Stranglers à Tel Aviv en passant par The Cure, Depeche Mode, Nina Hagen, Téléphone à Athènes, Indochine au Pérou, Jean-Louis Aubert à Prague, la Batcave à Londres, les Red Hot Chili Peppers à Los Angeles et Serge Gainsbourg,,, puis une presse plus généraliste et thématique durant les années 1990.
Il réalise de nombreuses pochettes de vinyle, CD, affiches et DVD durant cette période : Santana, Buzy, Véronique Sanson, ainsi que quelques clips pour Les Infidèles, Martin Destrée, Patrick Coutin. Il rencontre Vanessa Paradis à la fin des années 1980, et devient son photographe exclusif durant deux ans. Il réalise pour elle les pochettes de Maxou, Coupe coupe et Mosquito. Il travaille également sur le tournage de Noce blanche. Puis il photographie les artistes Jil Caplan, Elsa, Carole Laure, Elli Medeiros, Alain Bashung, Daniel Darc et couvre la bruelmania.
Durant les années 2000, Pierre Terrasson se rapproche plus de la musique raï et hip hop. Depuis 2010, il fait de nombreuses expositions nationales et internationales et travaille avec diverses éditions. À cette même période, il suit la nouvelle scène française en collaborant avec des artistes comme Ysé pour qui il réalise un clip Rock and roll Suicide sur la musique de David Bowie et La Bestiole pour qui il réalise le clip Les Grands Rapides, il utilise aussi ses photographies sous forme de projections pour différents spectacles.

## Publications
- Backstage, avec Jean-Eric Perrin. Éditions Tournon Carabas, 2008, 192 p.  (ISBN 2351440838)
- Hard Times, avec Jean-Pierre Sabouret, préface Slayer, Éditions Tournon, 2009,
- Les 7 vies d'Indochine, avec Alain Wodrascka. Éditions Carpentier, 2010,  (ISBN 2841676722)
- Bashung, avec Alain Wodraska, préface Axel Bauer, Éditions Carpentier, 2010,
- Le top des années 80 avec Alain Wodraska, préface Caroline Loeb, 2010,
- Véronique Sanson, Éditions Premium, 2011,
- Patrick Bruel, avec Alain Wodraska, Éditions Premium, 2011,
- Téléphone : ça, (c'est vraiment eux), avec Alain Wodraska, préface Dani, Éditions Hugo X, 2013,
- Vanessa Paradis, les années lolita, Éditions Premium, 2013, 160 p.  (ISBN 2356361235)
- 80’s Le Grand Mix, avec Didier Daeninckx. Desinge & Hugo & Cie, 2014, 256 p.  (ISBN 978-2755616132)
- Post Punk : 1978-85, avec Pierre Mikaïloff, Éditions Carpentier, 2015,
- Catherine Ringer et les Rita Mitsouko, Éditions du Cherche midi, 2015,
- Gainsbourg Gainsbarre, avec Alain Wodraska, préface Dani, Éditions Premium, 2018.
- gainsbourg  , l homme secret de la rue de  verneuil  , editions Terrasson  2024